# Lavenstedt
Lavenstedt (niederdeutsch: Lahmst) ist ein Ortsteil der niedersächsischen Gemeinde Selsingen im Landkreis Rotenburg (Wümme).

## Geographie
Lavenstedt liegt 4 km südwestlich des Kernortes Selsingen, 2 km südöstlich von Granstedt, etwa 2,75 km westlich von Seedorf, etwa 4,5 km nördlich von Ostereistedt und Bademühlen und 2 km nordöstlich von Rockstedt. Verbindungen zu Hauptverkehrsadern bestehen durch die Kreisstraße K 143, die Rockstedt und Zeven miteinander verbindet, sowie die K 149, die Rockstedt mit Selsingen verbindet. Östlich verläuft die Bundesstraße 71.

### Gewässer
In der Nähe des Kernortes verläuft die aus Godenstedt kommende Oste, ein Nebenfluss der Elbe.

## Geschichte
Der Ortsteilname geht wohl auf den altdeutschen Nachnamen Luvan zurück. Urkunden von 971 bis 986 zufolge hatte das Kloster von Heeslingen ebenfalls Besitz in Lavenstedt.
Am 1. März 1974 wurde Lavenstedt in die Gemeinde Selsingen eingegliedert.